# عرق دوآتشه
عرق دو آتشه گونه‌ای از نوشیدنی‌های الکلی است که حداقل دو یا چند بار از عمل تقطیر به دست می‌آید. عرق دو آتشه معمولاً دارای میزان الکل ۹۵٪ یا خلوص الکل ۱۹۰ می‌باشد.